# Chiloscyphus kehdingianus
Chiloscyphus kehdingianus là một loài rêu tản trong họ Lophocoleaceae. Loài này được (Stephani) N. Kitag. miêu tả khoa học lần đầu tiên năm 1981.